# Бронированное окно
Бронированное (защитное) окно — светопрозрачная конструкция, защищающая людей и материальные ценности, находящихся в помещении от поражения или проникновения извне через оконный проём.

## Виды защиты

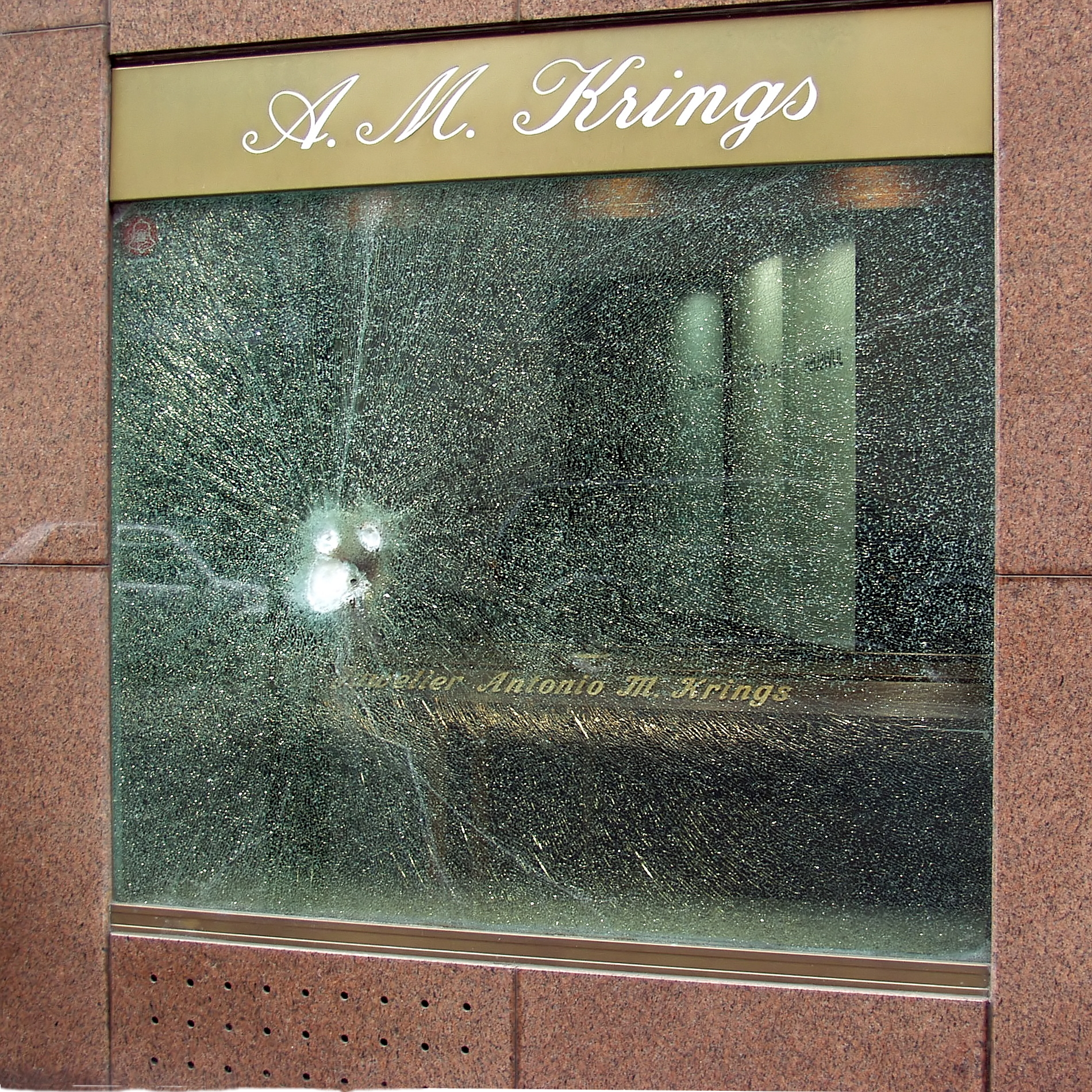
Окно с пулестойким стеклом в ювелирном салоне после попытки ограбления

Есть несколько видов атаки, от которой производится защита бронированным окном:
- Антивандальные бронированные окна
- Бронированные окна, устойчивые к взлому
- Пулестойкие бронированные окна — защита от стрелкового оружия
- Защита от взрыва

## Конструкция
Бронированное окно состоит из бронированной рамы и бронированного стекла.

### Бронированное стекло
Бронированное стекло представляет собой многослойное стекло, слои которого склеены между собой полимерными плёнками или заливаются специальным фотоотверждаемым полимером. Толщина бронированного стекла (составляющая от 10 до 80 мм и более) определяет степень защиты. Большая толщина стекла придаёт ему характерную зелёную непрозрачность.
Бронированное стекло может также изготавливаться из стекла с применением химических добавок (просветлённое стекло). При этом, несмотря на толщину бронированного стекла, оно остаётся прозрачным и практически неотличимым от обычного.
Бронированное стекло может быть установлено в составе стеклопакета для придания окну хороших шумоизолирующих и термоизолирующих свойств.

### Бронированная рама
Рама может изготавливаться из профилей различных материалов. На практике чаще всего используются алюминиевые рамы, также находят применение рамы из стали, в том числе нержавеющей. Реже из-за высокой стоимости используются деревянные бронированные профили.
Для придания раме защитных свойств в специальные накладки устанавливаются бронированные пластины из термоупрочнённой или обычной стали: они не влияют на внешний вид окна. Накладка должна полностью перекрывать стык рамы и бронированного стекла — это самая опасная точка прострела или проникновения.
В некоторых случаях бронированные пластины устанавливают снаружи на раму, но это придаёт конструкции громоздкий, топорный вид.
Редким вариантом бронирования рамы окна является использование сплошных профилей. Количество расходуемых на изготовление материалов, стоимость и масса таких рам во много раз больше реализаций с бронированными пластинами, но они обладают, как правило, и более стабильными защитными свойствами.
Масса бронированных конструкций может достигать 350 кг на 1 м², что примерно в десять раз тяжелее обычного окна.
Бронированные окна могут быть «глухими» (неоткрывающимися) или содержать открывающиеся створки или фрамуги. Часто, чтобы компенсировать вес тяжёлых створок на них устанавливаются сервоприводы.

## Защитные свойства

### Антивандальная защита
Многослойные ударостойкие стёкла, предназначенные для защиты от быстрого разрушения остекления тупыми предметами, делятся по российским стандартам на классы Р2А / Р3А / Р4А (по устаревшей классификации, соответственно, на А1 / А2 / А3). При испытании металлический шар диаметром (100±0,2) мм, массой 4,11 (±0,06) кг роняют с определённой для каждого класса высоты на закреплённый горизонтально образец стекла размером 1100×800 мм. При троекратном падении шара осколки образца не должны упасть на пол.
| Класс защиты | Высота падения | Энергия удара, Дж |
| ------------ | -------------- | ----------------- |
| Р2А          | 3000 (+-50) мм | 141 Дж            |
| Р3А          | 6000 (+-50) мм | 262 Дж            |
| Р4А          | 9000 (+-50) мм | 382 Дж            |

Классы защиты и методы испытания определены в ГОСТ Р 54171-2010 (Стекло многослойное. Технические условия).
Чаще всего антивандальное бронирование осуществляется защитной плёнкой. Реже используется многослойное или закалённое стекло.
Согласно руководящим документами МВД России, при установке защитной плёнки любого класса решётки, ставни, жалюзи и другие силовые элементы технической укреплённости могут не устанавливаться.

### Защита от взлома
Бронированные окна, устойчивые ко взлому предназначены для предотвращения проникновения в помещение через окно с использованием кувалды или молота. По российским стандартам, в зависимости от количества выдерживаемых ударов, окна делятся на классы защиты от Б1 до Б3.
| Класс защиты стекла | Удары бойком молотка, обухом топора   | Удары бойком молотка, обухом топора | Удары лезвием топора                 | Удары лезвием топора     | Суммарное число ударов |
| Класс защиты стекла | Встречная скорость удара v1, м/с ±0,3 | Энергия удара Е1, Дж ±15            | Встречная скорость удара v2, м/с±0,3 | Энергия удара Е2, Дж ±15 | Суммарное число ударов |
| ------------------- | ------------------------------------- | ----------------------------------- | ------------------------------------ | ------------------------ | ---------------------- |
| Б1                  | 12,5                                  | 350                                 | 11,0                                 | 300                      | 30 ÷ 50                |
| Б2                  | 12,5                                  | 350                                 | 11,0                                 | 300                      | 51 ÷ 70                |
| Б3                  | 12,5                                  | 350                                 | 11,0                                 | 300                      | > 71                   |

Классы защиты определяются в ГОСТ Р 51136-2008 (Стёкла защитные многослойные. Общие технические условия) и дублируются в ГОСТ Р 51112-97 (Средства защитные банковские. Требования по пулестойкости и методы испытаний). Для кассовых узлов те же классы дублируются в ГОСТ Р 50941-96 (Кабина защитная. Общие технические требования и методы испытаний).

### Защита от стрелкового оружия
Пулестойкие бронированные окна обеспечивают защиту от огнестрельного оружия. По российским стандартам, в зависимости от оружия (от пистолета Макарова до снайперской винтовки Драгунова с бронебойно-зажигательным патроном), окна делятся на классы защиты от В1 до В6а.
| Класс защиты | Вид оружия                              | Наименование и индекс патрона                    | Характеристика пули         | Характеристика пули | Характеристика пули | Дистанция обстрела, м |
| Класс защиты | Вид оружия                              | Наименование и индекс патрона                    | Тип сердечника              | Масса, г            | Скорость пули, м/с  | Дистанция обстрела, м |
| ------------ | --------------------------------------- | ------------------------------------------------ | --------------------------- | ------------------- | ------------------- | --------------------- |
| 1            | Пистолет Макарова (ПМ)                  | 9-мм пистолетный патрон 57-Н-181С с пулей Пст    | Стальной                    | 5,9                 | 305 ÷ 325           | 5                     |
| 1            | Револьвер системы Нагана                | 7,62-мм револьверный патрон 57-Н-122 с пулей Р   | Свинцовый                   | 6,8                 | 275 ÷ 295           | 5                     |
| 2            | Пистолет специальный малокалиберный ПСМ | 5,45-мм пистолетный патрон 7Н7 с пулей Пст       | Стальной                    | 2,5                 | 310 ÷ 335           | 5                     |
| 2            | Пистолет Токарева (ТТ)                  | 7,62-мм пистолетный патрон 57-Н-134С с пулей Пст | Стальной                    | 5,5                 | 415 ÷ 445           | 5                     |
| 2а           | Охотничье ружьё 12-го калибра           | 18,5-мм охотничий патрон                         | Свинцовый                   | 35,0                | 390 ÷ 410           | 5                     |
| 3            | Автомат АК-74                           | 5,45-мм патрон 7Н6 с пулей ПС                    | Стальной термоупрочнённый   | 3,5                 | 890 ÷ 910           | 5 ÷ 10                |
| 3            | Автомат АКМ                             | 7,62-мм патрон 57-Н-231 с пулей ПС               | Стальной нетермоупрочнённый | 7,9                 | 710 ÷ 740           | 5 ÷ 10                |
| 4            | Автомат АК-74                           | 5,45-мм патрон 7Н10 с пулей ПП                   | Стальной термоупрочнённый   | 3,4                 | 890 ÷ 910           | 5 ÷ 10                |
| 5            | Винтовка СВД                            | 7,62-мм патрон 57-Н-323С с пулей ЛПС             | Стальной нетермоупрочнённый | 9,6                 | 820 ÷ 840           | 5 ÷ 10                |
| 5            | Автомат АКМ                             | 7,62-мм патрон 57-Н-231 с пулей ПС               | Стальной нетермоупрочнённый | 7,9                 | 710 ÷ 740           | 5 ÷ 10                |
| 4а           | Автомат АКМ                             | 7,62-мм патрон 57-БЗ-231 с пулей БЗ              | Специальный                 | 7,4                 | 720 ÷ 750           | 5 ÷ 10                |
| 5            | Винтовка СВД                            | 7,62-мм патрон 57-Н-323С с пулей ЛПС             | Стальной нетермоупрочнённый | 9,6                 | 820 ÷ 840           | 5 ÷ 10                |
| 5            | Автомат АКМ                             | 7,62-мм патрон 57-Н-231 с пулей ПС               | Стальной термоупрочнённый   | 7,9                 | 710 ÷ 740           | 5 ÷ 10                |
| 5а           | Автомат АКМ                             | 7,62-мм патрон 57-БЗ-231 с пулей БЗ              | Специальный                 | 7,4                 | 720 ÷ 750           | 5 ÷ 10                |
| 6            | Винтовка СВД                            | 7,62-мм патрон СТ-М2                             | Стальной термоупрочнённый   | 9,6                 | 820 ÷ 840           | 5 ÷ 10                |
| 6а           | Винтовка СВД                            | 7,62-мм патрон 7-БЗ-3 с пулей Б-32               | Специальный                 | 10,4                | 800 ÷ 835           | 5 ÷ 10                |

Наиболее часто встречающиеся на практике — классы В3 (защита от Автомата АК-74, Автомат АКМ), В5 (Винтовка СВД, Автомат АКМ).
Классы защиты определяются аналогично в ГОСТ Р 51136-2008 (Стёкла защитные многослойные. Общие технические условия), ГОСТ Р 51112-97 (Средства защитные банковские. Требования по пулестойкости и методы испытаний), ГОСТ Р 50941-96.

### Защита от холода
Бронированные окна должны защищать не только от проникновения или оружия, но и аналогично обычным окнам — от холода. Обычно это достигается использованием многокамерного профиля защитной рамы с термомостом и многокамерных стеклопакетов с бронированным стеклом.
Альтернативой является установка бронированного окна в «холодном» исполнении (без термического разрыва), вторым контуром позади обыкновенного не бронированного окна, защищающего от холода. Этот способ требует большего пространства и может представляет некоторые сложности в случае открывающихся окон, но позволяет установить дополнительное бронированное окно без демонтажа и замены существующих окон. Кроме того, суммарная стоимость установки обычного и защитного окна выше, чем установка одного «тёплого» бронированного окна.
Одним из решений для защиты от холода, предотвращения запотевания и снятия наледи является использование в составе бронированного стеклопакета электрообогреваемого стекла. Возможность интеграции датчика температуры в конструкцию бронепакета позволяет избежать перегрева изделия и способствует экономии электроэнергии. Кроме того, электрообогреваемое стекло имеет низкоэмисионное покрытие, отражающее ультрафиолетовое излучение снаружи и инфракрасное изнутри помещения.

### Оптическая защита
Бронестекло любого класса защиты может иметь функцию оптического барьера, реализованного по технологии жидкокристаллического «умного» или смарт-стекла (Smart Glass) переменной прозрачности. Данная опция дополняет защитные свойства бронеостекления и позволяет оградить объект от нежелательного визуального контроля посторонними.

### Защита в ИК-диапазоне
Для защиты особо ответственных объектов в состав бронестекла интегрируется инфракрасный барьер, блокирующий работу приборов ночного видения и других средств обнаружения, работающих в ИК-диапазоне.

### Защита от электромагнитного излучения
Для защиты от источников электромагнитного излучения — мобильных телефонов, пультов дистанционного управления, подслушивающих устройств и т. п. используется электромагнитный барьер, физически представляющий собой набор прозрачных стёкол со специальными свойствами и позволяющий полностью блокировать или в значительной степени снизить уровень излучения вышеперечисленных электронных устройств.